# آیدیشه
آیدیشه، روستایی در دهستان باروق بخش مرکزی شهرستان باروق در استان آذربایجان غربی ایران است.

## جمعیت
بر پایه سرشماری عمومی نفوس و مسکن در سال ۱۳۹۵، جمعیت این روستا برابر با ۷۲۵ نفر (۲۱۰ خانوار) بوده است.